# Lepidopora diffusa
Lepidopora diffusa is een hydroïdpoliep uit de familie Stylasteridae. De poliep komt uit het geslacht Lepidopora. Lepidopora diffusa werd in 1963 voor het eerst wetenschappelijk beschreven door Boschma. 